# 후치경 방출 파찰음
후치경 방출 파찰음(後齒莖放出破擦音)은 자음의 하나로, 설단과 후치경에서 조음하는 방출파찰음이다. IPA 기호는 t͡ʃʼ이다.
듣기:

## 발음의 예
- 암하라어: ጨ, ጩ, ጪ, ጫ, ጬ, ጭ, ጮ, ጯ의 첫소리에서 이 소리가 난다.
- 케추아어족: ch'에서 이 소리가 난다.
- 조지아어: ჭ의 첫소리에서 이 소리가 난다.
- 오로모어, 월라이타어: c에서 이 소리가 난다.
- 코사어: tsh에서 이 소리가 난다.